# Diego Arias de Miranda
Diego Arias de Miranda y Goytia (Aranda de Duero, 1 de diciembre de 1845-Madrid, 28 de junio de 1929) fue un político español, miembro del Partido Liberal. Desempeñó los cargos de ministro de Gracia y Justicia y ministro de Marina durante el reinado de Alfonso XIII, además del de alcalde de Aranda de Duero.

## Biografía
Nacido en la arandina Plaza del Trigo, era hijo de Juan Arias de Miranda, un magistrado asturiano, y de Laura Goitia, perteneciente a una poderosa familia de Aranda. Estudió Derecho, Administración y Filosofía y Letras y obtuvo el grado de doctor en Derecho con la tesis Constitución política de España: carácter y elementos de esta constitución en la monarquía de Castilla y de León: modificaciones y carácter bajo la dinastía austríaca.
Su carrera política se inició con las elecciones de 1872 en las que resultó elegido por la circunscripción de Burgos. Sin embargo, la proclamación de la I República inició un paréntesis en su actividad política, ya que no volvió a ser elegido diputado hasta 1886 (resultando reelegido desde entonces en todos los procesos electorales celebrados hasta 1903, pasando en 1904 al Senado como senador vitalicio).
Fue ministro de Marina, entre 1910 y 1911, y ministro de Gracia y Justicia entre el 12 de marzo y el 31 de diciembre de 1912, con José Canalejas, García Prieto y el conde de Romanones. También fue gobernador civil, director general de obras públicas y alcalde de Aranda de Duero, ciudad en la que se le levantó un monumento en 1930. Cuenta con calles dedicadas a su memoria en las localidades burgalesas de Caleruega, Huerta de Rey, Fuentelcésped y Fuentecén.

## Galería

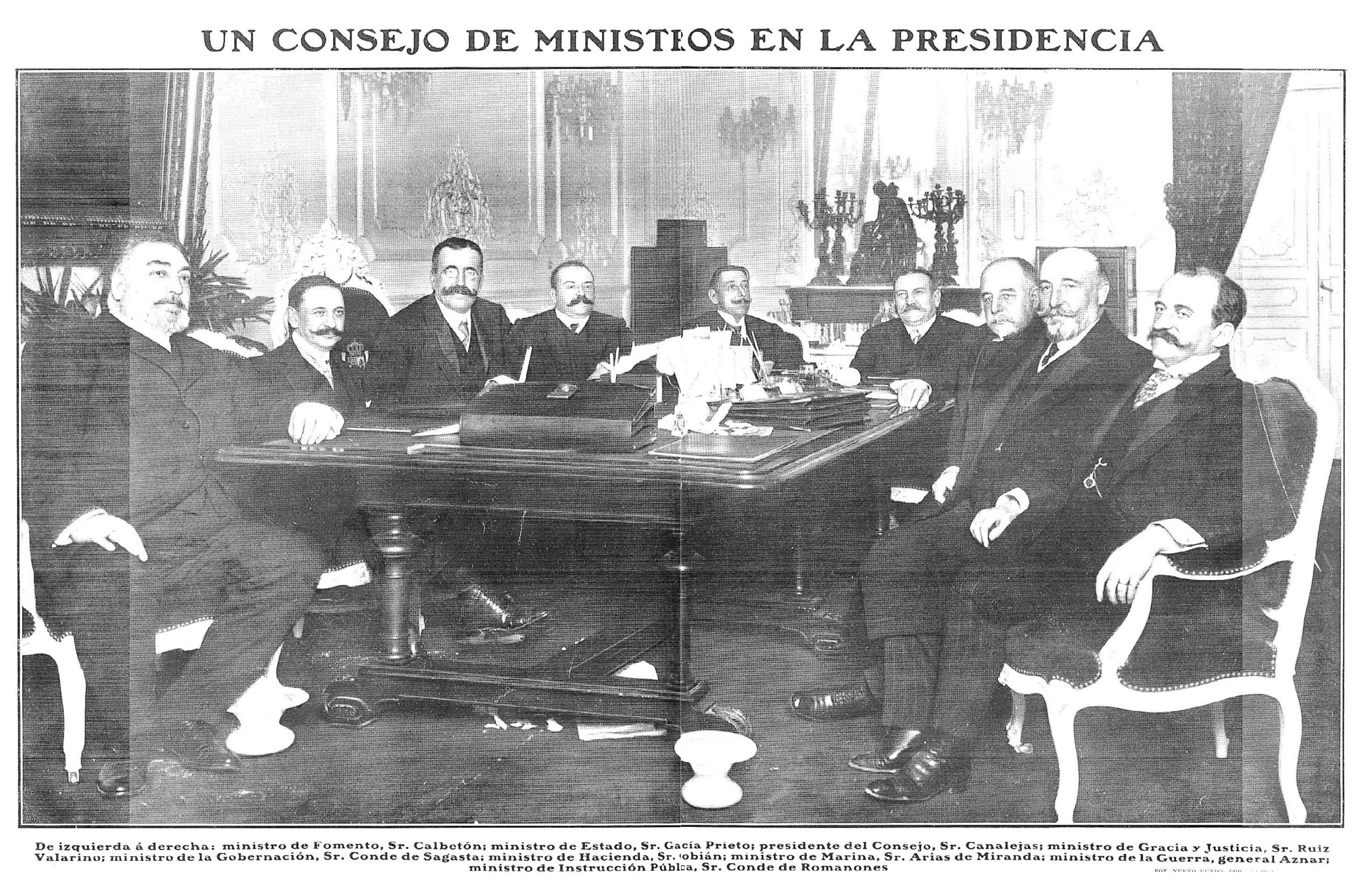
Un Consejo de Ministros en la presidencia, de Campúa, en Nuevo Mundo, 17-03-1910. Diego Arias de Miranda, ministro de Marina, es el tercero por la derecha.
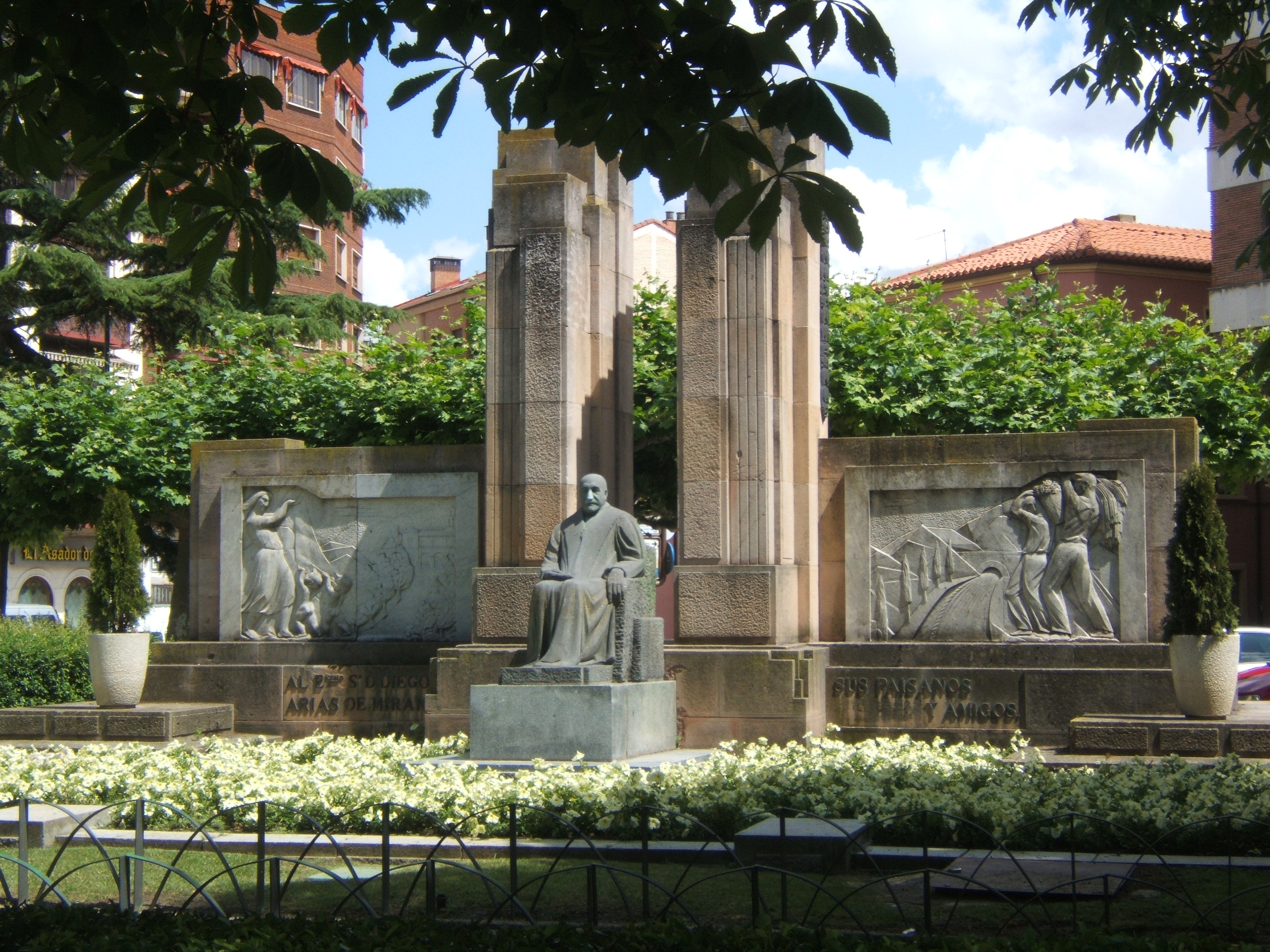
Monumento a Diego Arias de Miranda en Aranda de Duero, realizado en 1930 por Emiliano Barral.

| Predecesor: Víctor María Concas y Palau | Ministro de Marina 1910-1911       | Sucesor: José Pidal Rebollo       |
| Predecesor: José Canalejas Méndez       | Ministro de Gracia y Justicia 1912 | Sucesor: Antonio Barroso Castillo |